# Jurij von Mejer
Jurij Konstantinowicz von Mejer ros. Юрий Константинович фон Мейер (ur. 19 września 1896 lub 1897 w Wolsku, zm. 11 grudnia 1993 w Waszyngtonie) – rosyjski wojskowy, kierownik sekretariatu Głównego Zarządu Cywilnego Komitetu Wyzwolenia Narodów Rosji pod koniec II wojny światowej, współpracownik amerykańskich służb specjalnych, emigracyjny publicysta, wydawca oraz działacz polityczno-społeczny i religijny.
W maju 1915 r. ukończył 1 samarskie gimnazjum, po czym rozpoczął naukę w aleksandrowskim liceum imperatorskim w Piotrogradzie. Jesienią 1916 r. wstąpił do armii rosyjskiej. Służył w Siemionowskim Pułku Lejbgwardii. Od lutego do września 1917 r. przeszedł kurs oficerski przy Korpusie Paziów, otrzymując stopień praporszczika. W kwietniu 1918 r. ukończył liceum w Orle. W Kijowie został zmobilizowany do wojsk bolszewickich. Podczas ich odwrotu z Kijowa latem 1919 r., pozostał w mieście. Następnie wstąpił do wojsk Białych gen. Antona I. Denikina. Służył w 3 szwadronie Pułku Kirasjerskiego. Pod koniec 1919 r. objął funkcję pełniącego obowiązki adiutanta dowódcy pułku, ale wkrótce przeszedł do 2 szwadronu. Podczas przepustki związanej z odwiedzinami rodziny w Kijowie doszło do ogólnego odwrotu wojsk Białych. Nie mogąc znaleźć miejsca stacjonowania swojego pułku, wyjechał z rodzicami do Odessy. Tam odnalazł sztab oddziałów zapasowych Pułku Kirasjerskiego. Po ewakuacji na Krym wstąpił jako kornet do Mieszanego Pułku Gwardyjskiego 1 Dywizji Kawalerii. W sierpniu 1920 r. objął dowodzenie plutonu. Został ciężko ranny, po czym ewakuowano go z Jałty do Konstantynopolu. W 1922 r. zamieszkał w Królestwie SHS. Pracował w niemieckiej firmie w Belgradzie, dochodząc do stanowiska agenta handlowego. Jednocześnie działał w Wyższej Radzie Monarchistycznej. Po zajęciu Jugosławii przez wojska niemieckie w kwietniu 1941 r., przeniósł się do Berlina. Prowadził działalność charytatywną wobec robotników przymusowych pochodzących z okupowanych terenów ZSRR. Od listopada 1944 r. kierował sekretariatem Głównego Zarządu Cywilnego Komitetu Wyzwolenia Narodów Rosji (KONR). Po zakończeniu wojny mieszkał w zachodnich Niemczech. W Oberammergau uczył języka rosyjskiego i niemieckiego w szkole wywiadu wojskowego US Army. W 1947 r. wydał 2-tomową książkę S. S. Oldenburga pt. "Царствование Императора Николая Второго". W 1948 r. współtworzył Antybolszewickie Centrum Ruchu Wyzwoleńczego Narodów Rosji. Brał współudział w odrodzeniu działalności Wyższej Rady Monarchistycznej. Był autorem licznych artykułów publikowanych w emigracyjnej prasie rosyjskiej. W 1953 r. wyjechał do USA, gdzie zamieszkał w Silver Spring pod Waszyngtonem. Nauczał w szkole wywiadowczej marynarki wojennej. W 1972 r. został członkiem grupy inicjatywnej, która doprowadziła do utworzenia w 1973 r. Kongresu Rosyjskich Amerykanów. Wszedł w skład jego kierownictwa. Założył oddział Kongresu w Waszyngtonie, stając na jego czele. Był członkiem Partii Republikańskiej i organizacji Heritage. Prowadził rozmowy z władzami amerykańskimi w sprawie uciekinierów z ZSRR. Jednocześnie kontynuował działalność publicystyczną, pisując do licznych gazet emigracyjnych w różnych krajach. Wraz z D. A. Lewickim przełożył na język rosyjski książkę Siergieja B. Fröhlicha pt. "Генерал Власов: Русские и немцы между Гитлером и Сталиным", opublikowaną w takiej postaci w 1990 r. Pod koniec życia zaangażował się w działalność cerkwi prawosławnej. Współuczestniczył w wybudowaniu w Waszyngtonie Świątyni Św. Jana Chrzciciela. Brał udział w przygotowaniach Kongresu Rosyjskich Amerykanów do obchodów 1000-lecia chrztu świętego Rusi.